# 英国－爱尔兰议会大会
英國－愛爾蘭議會大會（英語：British–Irish Parliamentary Assembly）是一個審議機構，由愛爾蘭和英國境內的立法機構（即英國國會、愛爾蘭國會、蘇格蘭議會、威爾斯議會、北愛爾蘭議會）和王室屬地之議員代表所組成。其目的是促進來自這些司法管轄區的議員之間的共識。
英國－愛爾蘭議會大會由來自英國國會和愛爾蘭國會的各25名以及來自蘇格蘭議會、威爾斯議會和北愛爾蘭議會的各5名議員組成，並且各有1名代表來自澤西議會、根西議會和萌島議會。

## 歷史
英國－愛爾蘭議會大會成立於1990年，當時其名為英國-愛爾蘭議會間機構(BIIPB)。它最初由英國國會的25名議員和愛爾蘭國會的25名議員組成。
1998年，英國-愛爾蘭議會大會根據1998年《貝爾法斯特協議》的第3章成立。英國-愛爾蘭議會大會匯集了來自英國政府和愛爾蘭政府、英國各地權力下放的行政部門以及王室屬地的部長。2001年，英國－愛爾蘭議會大會擴大到包括蘇格蘭、威爾斯、北愛爾蘭、曼島、根西行政區和澤西島立法機構的代表。
英國-愛爾蘭議會大會第40次全體會議於2010年2月22日至23日在愛爾蘭卡文舉行。2010年11月22日，英國-愛爾蘭議會大會在曼島的道格拉斯結束了第41次全體會議。這是在王室屬地舉行的大會之第一次全體會議。
2018年10月，英國北愛爾蘭事務大臣卡倫·布拉德利向英國－愛爾蘭議會大會發表談話。
2019年10月，英國負責歐洲和美洲事務的國務大臣克里斯托弗·平彻在英國－愛爾蘭議會大會上談到英國脫歐後英愛合作的重要性。
2022年10月舉行的第62次會議召集了來自愛爾蘭、英國立法機構、王室屬地和英國海外領土的議員們討論共同關心的問題、貿易辯論並就一系列問題發布報告，包括脫歐後貿易和疫苗推廣。
2023年5月舉行的第64次會議是第一次由王室屬地主辦，代表們前往澤西島。

## 全體會議
英國-愛爾蘭議會大會每年舉行兩次全體會議。